# Túnel de Sasago
El túnel de Sasago (笹子トンネル Sasago Tonneru?) es un túnel doble ubicado en la autopista japonesa Chūō. Se encuentra a unos 80 km al oeste de Tokio, la capital.

## Colapso de la bóveda del 2 de diciembre de 2012
Aproximadamente a las 8:00 AM del 2 de diciembre de 2012 partes 
de la bóveda del túnel en dirección a Tokio se desplomaron, atrapando un número indeterminado de vehículos. Los paneles de hormigón caídos tienen 20 centímetros de grosor. El punto afectado está a 2 kilómetros de la salida del túnel en dirección a Tokio, y el daño se extiende a lo largo de entre 50 y 60 metros. Se ha visto humo surgiendo por la entrada de Kōshū del túnel.
Se ha informado de al menos nueve personas fallecidas en tres vehículos diferentes.
Tras las oportunas reparaciones y el retirado de los paneles, el túnel fue nuevamente abierto al tráfico rodado el 8 de febrero de 2013.

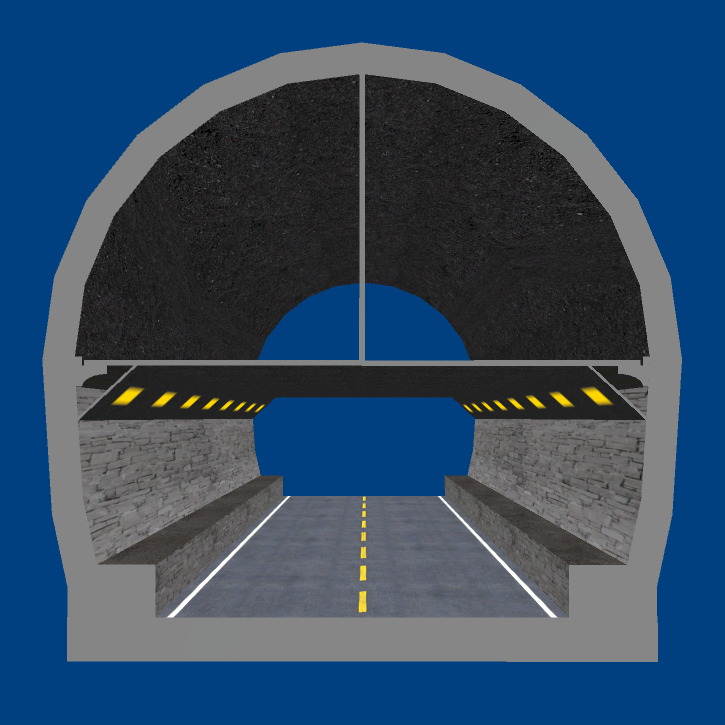
Sección de un modelo del túnel original.
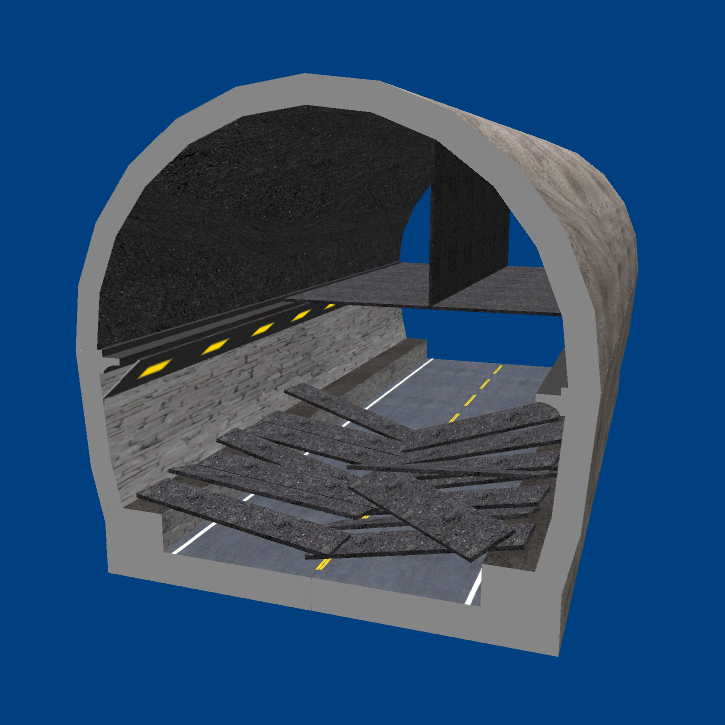
Colapso de los paneles en un modelo.
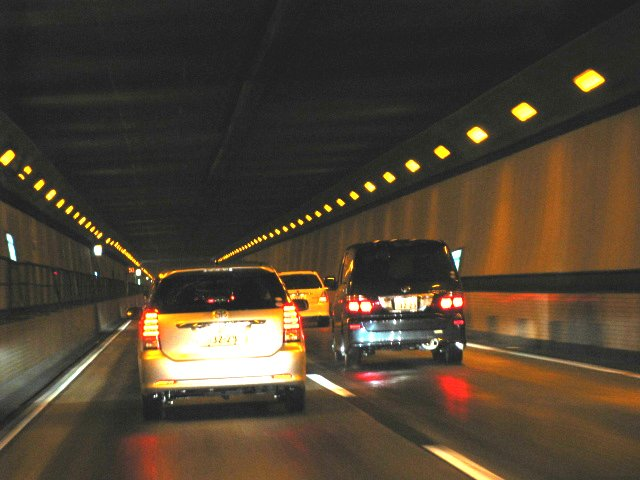
Interior del túnel antes del accidente. Los paneles son visibles en la parte superior.
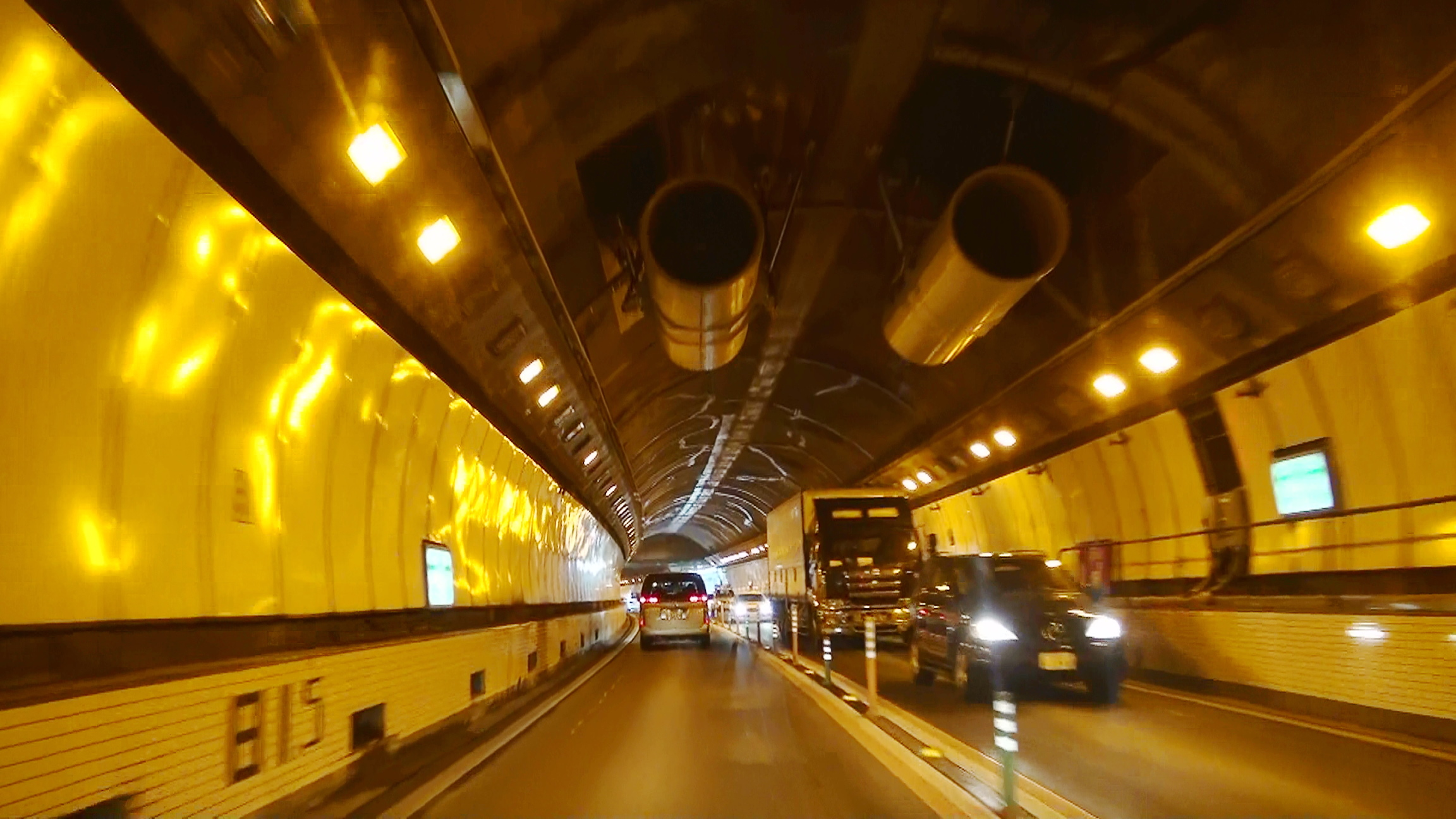
Tras la reapertura, con los paneles retirados y ventiladores instalados en la bóveda.